# سنفق
سُنْفُق (الاسم العلمي Holocentrus)، جنس أسماك بحرية من فصيلة العنقديات الشائكات الزعانف. موطنها المحيط الأطلسي.

## الأنواع
يوجد حاليًا نوعان معروفان في جنس السنفق:
- Holocentrus adscensionis (بير أوزبيك, 1765) (Squirrelfish)
- Holocentrus rufus (يوهان يوليوس والباوم, 1792) (Longspine squirrelfish)